# Blienshofen
Blienshofen ist ein Stadtteil von Ehingen im Alb-Donau-Kreis in Baden-Württemberg. 
Der Weiler liegt circa drei Kilometer nordöstlich von Ehingen und ist über die Kreisstraße 7422 zu erreichen.

## Geschichte
Blienshofen wird 1268 erstmals urkundlich erwähnt. Der Ort gehörte zur Herrschaft Berg und kam 1343 an Vorderösterreich. Die Ortsherrschaft lag spätestens seit dem Ende des 14. Jahrhunderts beim Kloster Urspring. 
Im Jahr 1805 kam Blienshofen an Württemberg und wurde zunächst dem Oberamt Urspring unterstellt. Ab 1810 gehörte Blienshofen zum Oberamt Ehingen.
Blienshofen wurde 1972 als Ortsteil von Heufelden zu Ehingen eingemeindet.

## Sehenswürdigkeiten
- Kapelle St. Georg von 1485, im 18. Jahrhundert erneuert